# Gåsefod
Gåsefod (Chenopodium) er en planteslægt, der ofte kaldes for "Mælde" ligesom Atriplex (der rettelig hedder det). Det er en stor slægt med mange arter. I Danmark er der fundet knap 40 arter. Her nævnes kun de, som ses jævnligt, eller som har relevans som afgrødeplanter.
| Beskrevne arter |

- Hvidmelet gåsefod (Chenopodium album)
- Jordbærspinat (Chenopodium capitatum)
- Druegåsefod (Chenopodium chenopodioides)
- Figenbladet gåsefod (Chenopodium ficifolium)
- Aksjordbærspinat (Chenopodium foliosum)
- Blågrøn gåsefod (Chenopodium glaucum)
- Hjertebladet gåsefod (Chenopodium hybridum)
- Kaniwa (Chenopodium pallidicaule)
- Mangefrøet gåsefod (Chenopodium polyspermum)
- Chenopodium purpurascens
- Quinoa (Chenopodium quinoa) eller "Kvinoa"
- Rød gåsefod (Chenopodium rubrum)
- Grøn gåsefod (Chenopodium suecicum)

| Andre arter |

| - Chenopodium acuminatum - Chenopodium atrovirens - Chenopodium baccatum - Chenopodium berlandieri - Chenopodium bolivianum - Chenopodium carnosulum - Chenopodium desiccatum - Chenopodium formosanum - Chenopodium fremontii - Chenopodium gaudichaudianum - Chenopodium giganteum - Chenopodium hastatum - Chenopodium hians - Chenopodium hircinum Schrad. - Chenopodium incanum - Chenopodium leptophyllum - Chenopodium neomexicanum | - Chenopodium nevadense - Chenopodium nutans - Chenopodium oahuense - Chenopodium opulifolium - Chenopodium pallescens - Chenopodium parabolicum - Chenopodium petiolare - Chenopodium philippianum - Chenopodium pilcomayense - Chenopodium pratericola - Chenopodium querciforme - Chenopodium spinescens - Chenopodium standleyanum - Chenopodium strictum - Chenopodium vulvaria - Chenopodium watsonii |